# Сентертаун (Кентаки)
Сентертаун (енгл. Centertown) град је у америчкој савезној држави Кентаки.

## Демографија
По попису из 2010. године број становника је 423, што је 7 (1,7%) становника више него 2000. године.
| Група             | 2000.       | 2010.       |
| Белци             | 408 (98,1%) | 416 (98,3%) |
| Афроамериканци    | 0 (0,0%)    | 0 (0,0%)    |
| Азијати           | 0 (0,0%)    | 0 (0,0%)    |
| Хиспаноамериканци | 7 (1,7%)    | 6 (1,4%)    |
| Укупно            | 416         | 423         |